# Tricholaena teneriffae
Tricholaena teneriffae är en gräsart som först beskrevs av Carl von Linné d.y., och fick sitt nu gällande namn av Heinrich Friedrich Link. Tricholaena teneriffae ingår i släktet Tricholaena och familjen gräs. Utöver nominatformen finns också underarten T. t. eichingeri.